# Christian Slater
Christian Slater (* 18. srpna 1969) je americký herec. Je synem herce Michaela Hawkinse a castingové režisérky Mary Jo Slater. S herectvím začal v televizním seriálu One Life to Live, když mu bylo osm let. Později hrál například ve filmech Jméno růže (1986), Robin Hood: Král zbojníků (1991) a Šest pohřbů a jedna svatba (1998). Také hrál v seriálu Mr. Robot (2015), díky kterému získal cenu Zlatý medvěd za nejlepší vedlejší mužský herecký výkon. V letech 2000 až 2007 byla jeho manželkou novinářka Ryan Haddon, s níž má dvě děti. V roce 2013 se po tříleté známosti oženil s Brittany Lopez.